# 사용자 에이전트
사용자 에이전트(使用者—, user agent)는 사용자를 대신하여 일을 수행하는 소프트웨어 에이전트이다. 예를 들어, 이메일 리더에서는 메일 사용자 에이전트이고, 사용자 에이전트를 뜻하는 용어인 세션 개시 프로토콜에서는 통신 세션 양 쪽 끝을 말한다.

## 사용자 에이전트 식별
소프트웨어 에이전트가 네트워크 프로토콜 안에서 동작할 때, 문자적 식별 문자열을 피어(peer)에 제출함으로써 종종 자기 자신과 애플리케이션 유형, 운영 체제, 소프트웨어 업체, 소프트웨어 리비전을 식별한다. HTTP, SIP,, NNTP 프로토콜에서 이러한 식별 정보는 User-Agent라는 헤더 필드를 통해 전달된다. 웹 크롤러와 같은 봇은 종종 URL이나 이메일 주소를 포함하기도 하며 이로 말미암아 웹마스터가 봇의 운영자와 연락을 취할 수 있다.

## HTTP에서의 사용

### 인간이 조작하는 웹 브라우저 형식
맥 OS 15.6, 사파리 605.1.15 버전의 예시.
```
Mozilla/5.0 (Macintosh; Intel Mac OS X 10_15_7) AppleWebKit/605.1.15 (KHTML, like Gecko) Version/15.6 Safari/605.1.15
```

### 자동화된 에이전트(봇)의 형식
구글봇의 예시.
```
Googlebot/2.1 (+http://www.google.com/bot.html)
```

## 같이 보기
- 웹 크롤러
- 웹 브라우저 엔진